# Комбајо
Комбајо (фр. Combaillaux) је насељено место у Француској у региону Лангдок-Русијон, у департману Еро.
По подацима из 2011. године у општини је живело 1446 становника, а густина насељености је износила 159,6 становника/km².

## Демографија
| 1962. | 1968. | 1975. | 1982. | 1990. | 2011. |
| ----- | ----- | ----- | ----- | ----- | ----- |
| 157   | 194   | 158   | 446   | 954   | 1.446 |